# Geschiedenis der Staatsregeling
Geschiedenis der Staatsregeling, ook Geschiedenis der Staatsregeling, voor het Bataafsche Volk, is een 18e-eeuws boek.
Het boek is geschreven door Cornelius Rogge (1761-1806) en in 1799 uitgegeven bij Johannes Allart in Amsterdam. Rogge beschrijft de totstandkoming van de eerste Nederlandse staatsregeling uit 1798 ten tijde van de Bataafse Republiek. Na een korte voorrede vermeldt het boek een lijst van afgevaardigden naar de Eerste Nationale Vergadering (1796-1797). Vervolgens zijn op zes uitklapbare bladen schaduwportretten (Rogge noemt ze 'schaduwbeelden') opgenomen van bijna alle 126 volksvertegenwoordigers. Het eigenlijke boek behandelt in twee delen het eerste en tweede ontwerp van de nieuwe staatsregeling. Naast de portretten zijn er vier prenten in het boek opgenomen, waaronder een kaart van de Republiek en een prent van een volksfeest gehouden in Den Haag op 19 mei 1798 ter gelegenheid van de aanneming van de staatsregeling.

## Inhoudsopgave
1. Het eerste Ontwerp van Staatsregeling door het Volk afgekeurd. 
  1. De Vorming en Werkzaamheden van de Commissie tot het Ontwerp van Staatsregeling.
  2. Het tweede Hoofdstuk schetst de Werkzaamheden van de Nationaale Vergadering, de Staatsregeling betreffende.
  3. Het Plan van Constitutie aan de Nationaale Vergadering aangeboden, en door dezelve tot een grondslag haarer Deliberatien aangenomen.
  4. Het Plan van Constitutie, als door de Nationaale Vergadering beoordeeld, vervormd en voltooid.
  5. Het Plan van Constitutie aan het Volk ter beoordeeling aangeboden en verworpen.
2. Het tweede Ontwerp van Staatsregeling aangenomen en ingevoerd.
  1. Voorbereidende Gebeurtenissen tot de vernietiging van het Reglement voor de Nationaale Vergadering.
  2. De Vernietiging van het Reglement voor de Nationaale Vergadering, en de Constitueerende Vergadering.
  3. Het tweede Ontwerp van Staatsregeling door het Volk aangenomen en ingevoerd.

## Schaduwbeelden

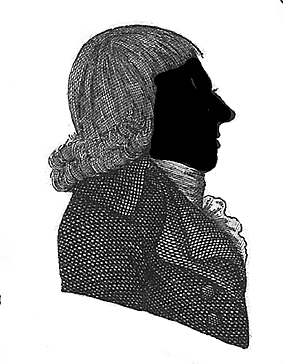
O.G. Gorter
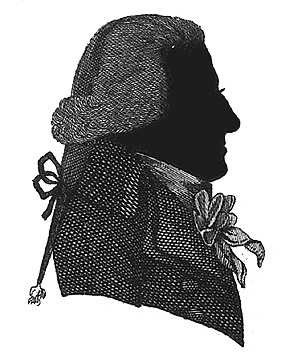
W. Queysen
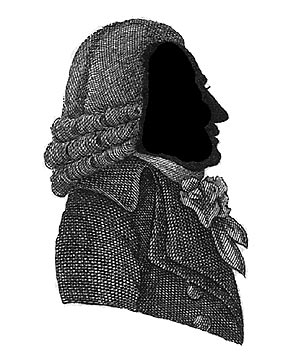
S. Schermer
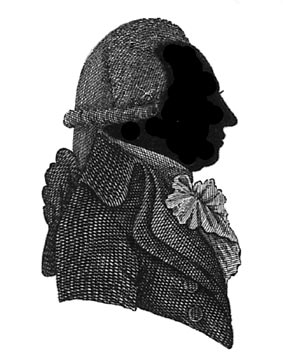
J.H. Stoffenberg